# Joel Kant
Joel Kant, född 17 mars 2004 i Luleå, Norrbotten, är en svensk professionell ishockeyspelare (center) som från och med säsongen 2024/2025 spelar för Västerås IK i Hockeyallsvenskan.